# Aimé-Adrien Taunay
Aimé-Adrien Taunay (Paris, 1803 — Vila Bela da Santíssima Trindade, 5 de janeiro de 1828) foi um artista francês que se mudou ainda jovem para o Brasil. Seu trabalho principal envolveu a ilustração científica, realizada em destacadas viagens de cunho exploratório realizadas no século XIX. Aimé-Adrien era filho de Nicolas-Antoine Taunay, personalidade que participou da Missão Artística Francesa e organizou a fundação da Academia Imperial de Belas Artes, no Rio de Janeiro.
O artista participou, trabalhando como ilustrador, de duas importantes expedições. A primeira foi uma circum-navegação de caráter exploratório e científico, realizada entre 1818 e 1820. Aimé-Adrien embarca nesta jornada a bordo da corveta Uranie, sob o comando do também francês Louis de Freycinet, junto a outro notório desenhista, Jacques Arago. Esta missão passou pela África do Sul, Austrália, Timor Leste, Ilhas Marianas (Mar das Filipinas), Ilhas Havaianas e outras ilhas do pacífico, até naufragar, sem danos humanos ou aos produtos da pesquisa, nas Ilhas Malvinas. A segunda expedição foi patrocinada pelo Império Russo e comandada pelo barão Langsdorff. A missão, que levou o nome de seu comandante, explorou o interior do Brasil por meio de seus rios. Para Aimé-Adrien, esta jornada teve início em 1825, quando entra para a equipe substituindo Rugendas, outro notável ilustrador. Partindo do Rio Tietê, o artista realizou diversos desenhos, até que em um incidente trágico, estando ainda em meio à missão, faleceu, em janeiro de 1828.
Fora seu trabalho a bordo, Taunay produziu uma caderneta durante uma viagem nas proximidades do Rio de Janeiro, a qual, contendo relatos e desenhos, teve sua importância artística e histórica ressaltada, após receber um tratamento de restauração, o qual foi realizado por uma parceria entre o Museu Paulista da Universidade de São Paulo (USP) e o Instituto Hercule Florence (IHF).
O trabalho gráfico e textual produzido pelo artista encontra-se distribuído em acervos na Rússia - devido à origem da Expedição Langsdorff, no Haiti e na Austrália - locais pelos quais passou em sua navegação ao redor do mundo, e no Brasil, especialmente no Museu Paulista, em São Paulo.

## Biografia

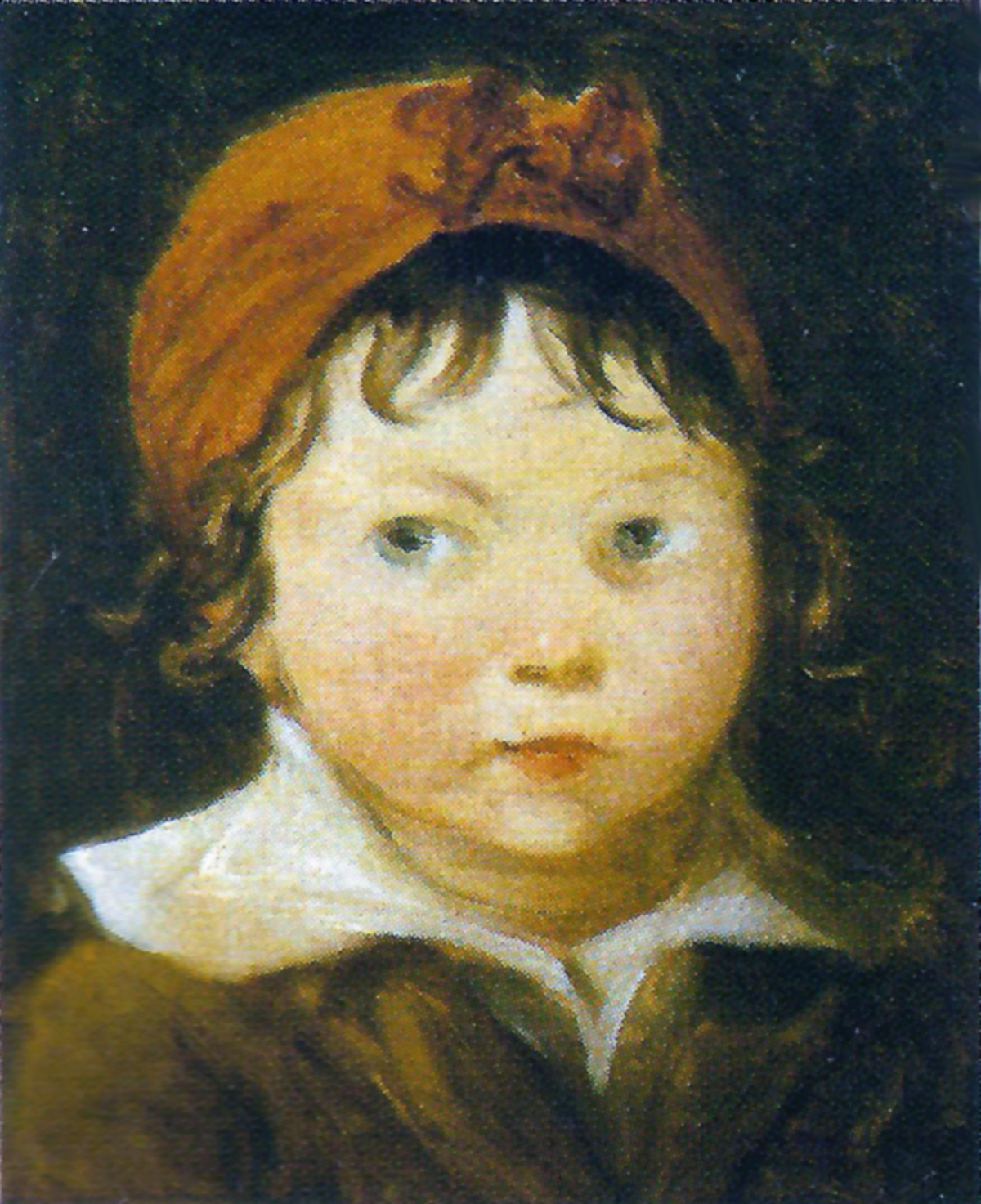
Retrato de Aimé-Adrien ainda criança, pintura de seu pai Nicolas-Antoine Taunay.

Aimé-Adrien pertencia à família francesa Taunay, a qual emigrou para o Brasil, radicando-se em 1816. Na família encontravam-se diversos artistas, com vocações envolvendo a pintura, a escultura e a escrita. Seu pai, que atuou também como seu professor, era Nicolas-Antoine Taunay (1755–1830), francês trazido ao Brasil pela Missão Artística Francesa, distinto pintor de paisagens do Rio de Janeiro e de cenas urbanas do cotidiano carioca. O talento de Adrien para as artes desenvolveu-se por meio do aprendizado com ele, e também por meio de estudos próprios. Aimé-Adrien chegou ao país com 13 anos, acompanhado pelo pai, que na época contava 61 anos, pela mãe e por quatro irmãos. Seu irmão mais novo Félix Émile Taunay tornou-se também pintor, e inclusive professor de pintura de paisagem na Academia Imperial, substituindo o cargo que tivera seu pai.
Sua principal atuação profissional vinculou-se com a ilustração científica. Aimé-Adrien exerceu tal função participando de expedições que possuíam objetivos vinculados à ciência. Em 1818, ou seja, com apenas 15 anos, realizou a primeira destas empreitadas. Foi contratado pelo naturalista Louis-Claude de Saulces de Freycinet para ser o ilustrador em uma de suas mais importantes viagens. Este geólogo e geógrafo francês já havia realizado uma expedição científica às terras austrais, nos primeiros anos do século XIX, e em 1817 recebeu a missão de comandar uma nova viagem exploratória, desta vez uma Circum-navegação. Esta jornada foi realizada a bordo da corveta Uranie, durou dois anos e enfrentou, sem perdas em relação à equipagem e aos trabalhos científicos, um naufrágio nas Ilhas Malvinas. Essa missão, apesar de não ser recordada entre as principais da sua categoria, teve êxito em seus objetivos técnicos.
Após a finalização desta excursão, Aimé-Adrien retornou ao Rio de Janeiro, chegando a tempo de se despedir de seu pai, que retornaria à França em 1821. Em terra, dedicou-se, de modo geral, ao estudo das artes, por cerca de quatro anos, e em seguida novamente partiria para uma expedição, desta vez fluvial.
Em 1825 foi contratado para integrar a Expedição Langsdorff, substituindo Rugendas, que se desentendera com o Barão Langsdorff. A empreitada foi repleta de conflitos internos e outros desastres, e acabou por retirar a vida do artista, tragado pela correnteza do rio Guaporé, quando tentava atravessá-lo, em janeiro de 1828. Mais especificamente, a trágica morte ocorreu na localidade de Vila Bela da Santíssima Trindade (chamada então de Vila Bela de Mato Grosso), no Estado de Mato Grosso, nas proximidades da fronteira com a Bolívia.
Em relação à difusão do conhecimento acerca do trabalho de Aimé-Adrien, parte da equipe que trabalhou na recuperação de uma caderneta de sua autoria argumentou, em 2016, que o significado do material produzido pelo artista não ganhou devido reconhecimento. Em consonância, a doutora em História Social Maria de Fátima Costa afirmou, em 2007, que a produção artística deste jovem Taunay recebe ainda pouca atenção, por parte dos pesquisadores. Esta cientista ainda reflete sobre o fato dos acervos iconográficos, de modo geral, serem utilizados apenas de modo restrito, ou seja, sem profundidade ou maiores reflexões. Ela sugere que o pesquisador se permita, ao analisar imagens, enxergá-la de modo crítico e buscar compreender relações entre o contexto e a produção da mesma.

## Ilustradores nas expedições científicas do século XIX
O século XIX foi marcado por diversas expedições navais que buscavam explorar territórios pouco conhecidos. Partiram da Europa e da América diversas embarcações com finalidades científicas, que muitas vezes continham também propósitos militares e políticos.
O levantamento e registro de especificidades biológicas, geográficas e sociais das localidades visitadas era essencial para o êxito das viagens. Por esta razão, era essencial que entre a tripulação houvesse ao menos um ilustrador, ou desenhista. Vale lembrar que neste período ainda não havia sido disseminado o uso da fotografia. Além disso, várias expedições, incluindo aquelas nas quais Aimé-Adrien participou, ocorreram ainda antes da primeira fotografia reconhecida, a qual remonta ao ano de 1826.

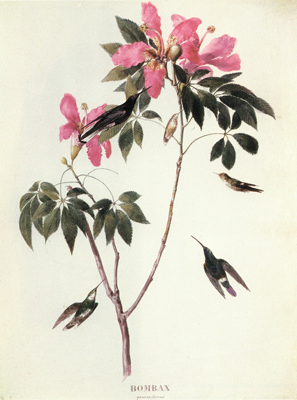
Ilustração científica de espécie vegetal, produzida por Aimé-Adrien Taunay.

O ilustrador destas expedições, realiza, portanto, um trabalho de cunho científico. Isso pode ser percebido pelos produtos produzidos - muitas das vezes pranchas demonstrando espécies vegetais ou animais, realizadas com precisão, riqueza de detalhes e realismo. Trata-se, evidentemente, de um trabalho artístico, mas imbuído de uma finalidade prática de registro. Há também demonstrações de paisagens, naturais ou urbanas, e de costumes da população - servindo para a recordação e estudo de questões geográficas e antropológicas.
A ilustração funcionava como meio para catalogação e criação de um inventário pois era embasada por um "cânone" da representação mimética, que no início do século XIX ainda não havia entrado em crise. Embora, posteriormente, os meios mecânicos de reprodução da realidade - fotografia e vídeo - tenham em grande parte reduzido, ou até matado, esse cânone e, com ele, a lógica do uso da ilustração científica, ainda na atualidade há grupos que reiteram a importância dessa atividade. Em um boletim publicado pela Universidade Federal de Minas Gerais (UFMG), em 2008, afirma-se que a ilustração ainda é a melhor maneira de representar espécies vegetais ou naturais. A justificativa é que o desenho consegue não só retratar a realidade, mas adaptá-la a uma linguagem científica. Assim, o artista incorpora elementos importantes para a caracterização de cada espécie, isola o ser retratado, retirando-o de um contexto que usualmente apareceria em uma fotografia, e o posiciona no melhor ângulo.
Devido ao caráter científico e às condições existentes em navios ou terras distantes, as ilustrações produzidas nas expedições utilizam em geral técnicas e materiais que permitem o registro rápido e um fácil armazenamento. Desse modo, deixa-se de lado telas e tintas a óleo para se produzir em grafite, tinta simples e/ou aquarela, geralmente sobre papel. Estas informações sobre as técnicas utilizadas encontram-se nas descrições das obras, por exemplo de Aimé-Adrien Taunay.
Os ilustradores a bordo, ou em suas viagens em terra, possuíam, muitas vezes, além das suas ilustrações oficiais, um caderno ou diário, que complementava, com descrições textuais, as imagens produzidas. No caso de Aimé-Adrien, conhece-se seu caderno produzido em uma jornada relativamente curta, que não ultrapassou os limites do Estado do Rio de Janeiro, envolvendo a região serrana de Morro Queimado, as minas de Cantagalo, e a vila de Nova Friburgo.

## Trabalho de ilustrador a bordo doUranie

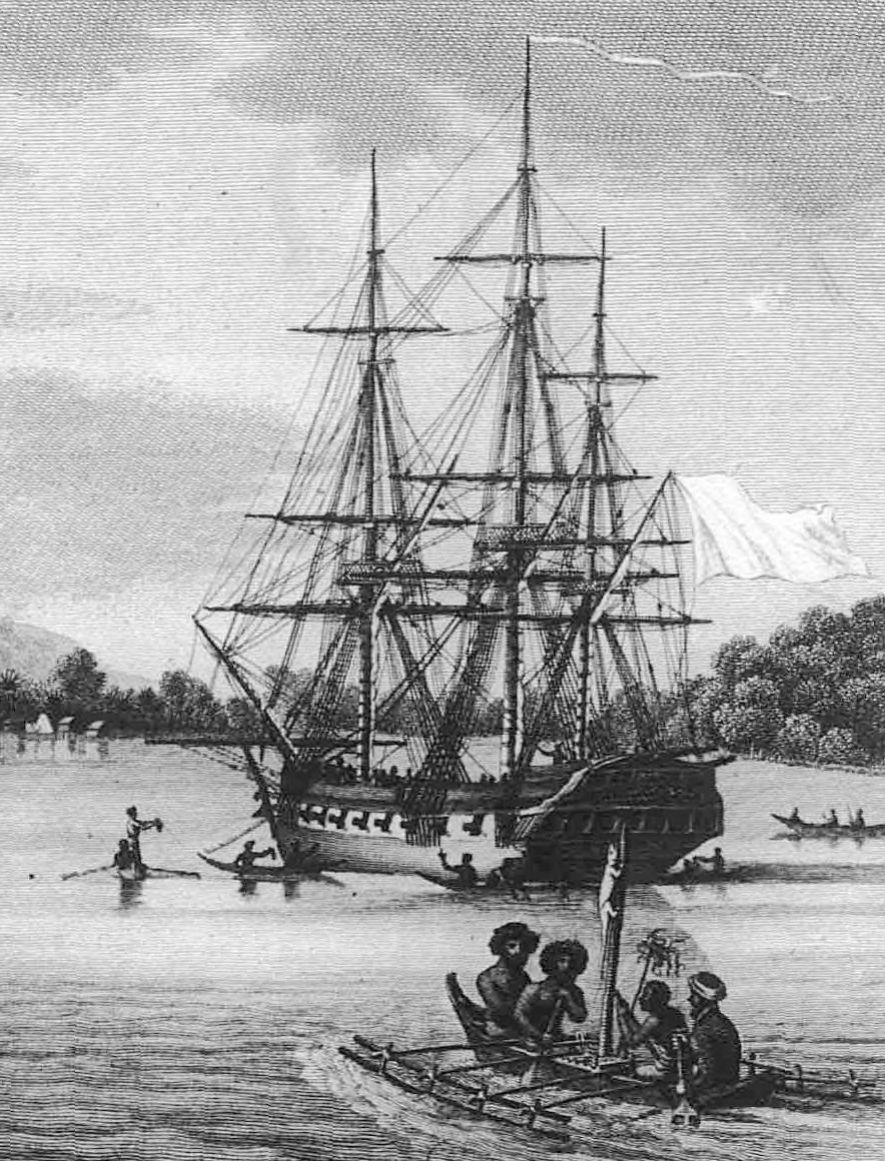
Ilustração da corveta Uranie nas Ilhas Rawak

Esta viagem foi programada com o propósito de dar a volta ao mundo, e com isso possibilitar o estudo sobre o formato do globo terrestre, o magnetismo, e questões de meteorologia. Era esperado também que as descobertas da viagem pudessem contribuir para os conhecimentos já existentes sobre a latitude e a longitude. Outro objetivo seria o levantamento dos aspectos naturais e culturais dos locais pelos quais se passasse. Esta tarefa seria possibilitada pelo trabalho de ilustração científica, neste caso desempenhada por Aimé-Adrien, assim como pela coleta de itens para museus.
A embarcação selecionada para tal façanha era denominada Uranie e partiu de Toulon, na França, sob o comando de Louis-Claude de Saulces de Freycinet, em 17 de setembro de 1817. Em dezembro a corveta chegou ao Rio de Janeiro e seu comandante contratou Aimé-Adrien para prosseguir junto à tripulação. No dia 30 de janeiro de 1818 a expedição seguiu rumo à África do Sul, dando o primeiro passo rumo a uma volta ao mundo, no sentido oeste-leste. Foram visitados a Austrália, o Timor Leste, as Ilhas Marianas (Mar das Filipinas), as Ilhas Havaianas e outras ilhas do pacífico. A excursão foi fatalmente consumada por um naufrágio ocorrido nas Ilhas Malvinas. Este, felizmente, não deixou mortos nem gerou perda do material produzido durante a viagem.
Ao longo de todo o trajeto, o jovem Aimé-Adrien convive com Jacques Arago, também desenhista, além de escritor. Este profissional francês, assim como Aimé-Adrien, acabou por travar um relacionamento com o território brasileiro, produzindo seis pranchas revelando imagens da cidade do Rio de Janeiro, durante a escala realizada na cidade entre 1817 e 1818, e depois retornando ao país, em 1850. As obras destes dois ilustradores, assim como de outros vários artistas estrangeiros que trabalharam no Brasil, apresentam ao mundo retratos deste país.
Jacques Arago publicou muitos de seus desenhos realizados durante a viagem em uma obra intitulada, em sua língua original, "Promenade autour du monde, pendant les annees 1817,1818,1819 et 1820, sur les corvettes l'Uranie et la Physicienne, commandees par M. Freycinet" (Caminho de volta ao mundo, durante os anos de 1817, 1818, 1819 e 1820, nas corvetas Uranie e Physicienne, comandadas por M. Freycinet) hoje disponível para leitura gratuita pelo Google Play. Nesta obra, há diversas ilustrações, ora de paisagens dos "desconhecidos" locais por onde passam os navegantes, ora dos habitantes destes mesmos lugares. Ao retratar as pessoas, percebe-se a intenção de demonstrar também os costumes, por exemplo representando a maneira de os habitantes gerarem fogo, ou os vestimentos de guerra. Junto a Jacques Arago, Aimé-Adrien realizou ilustrações de elementos naturais e retratos de pessoas. Esse levantamento visual permitiu que fosse revelado ao mundo europeu e também ao Brasil as características típicas de locais antes pouco explorados, mas que iniciavam a entrar nas rotas comerciais, como o Havaí, que começou a se conectar com a rota da China e se pronunciar como um centro baleeiro. Inclusive, grande parte das obras de Aimé-Adrien se encontram hoje expostas no Havaí, especificamente no Museu de Arte de Honolulu.

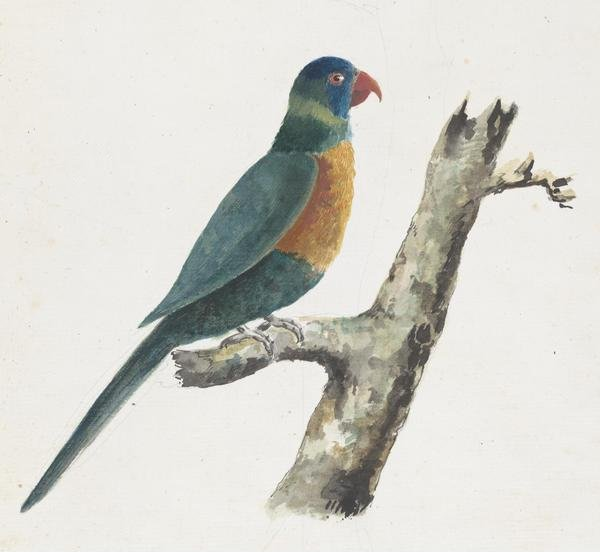
"Papagaio Verde", aquarela de Aimé-Adrien,1819. Esta obra pertence à Biblioteca Nacional da Austrália.

Vários outros trabalhos realizados ao longo desta expedição estão expostos em museus na Austrália. Ilustrações em tinta preta ou coloridas encontram-se dispostas no "Museu Nacional Marítimo Australiano" (Australian National Maritime Museum), em Sydney; na "Galeria Nacional da Austrália" (National Gallery of Australia - NGA) e na "Biblioteca Nacional da Austrália" (National Library of Australia), localizando-se estas duas últimas na capital Camberra. Ao se visitar os websites destas instituições é possível visualizar algumas das obras de Aimé-Adrien. Por exemplo, ao visitar virtualmente o Museu Nacional Marítimo Australiano pode-se visualizar a ilustração Pirogue de Rawak.
Outras obras do artista estão conservadas em acervos públicos e privados no Brasil, especialmente no Museu Paulista, localizado na cidade de São Paulo. Este museu, em realidade, possui um agrupamento significativo do acervo produzido por membros da família Taunay, o qual, anteriormente a 2003 - ano de aquisição das obras - era mantido pelos próprios descendentes dos autores.
Algumas das obras realizadas por Aimé-Adrien durante a viagem também foram selecionadas para ilustrar a publicação que Louis de Freycinet organizou acerca da mesma, "Voyage Autour du Monde : fait par ordre du Roi sur les corvettes de S.M. l'Uranie et la Physicienne, pendant les annes 1817, 1818, 1819 et 1820 : Atlas Historique (Viagem ao redor do mundo: realizada por ordem do Rei nas corvetas de Sua Majestade Uranie e Physicienne, durante os anos 1817, 1818, 1819 e 1820: Atlas histórico). Neste livro encontram-se também ilustrações de Jacques Arago, J.Alphonse Pellion e August Berard.

## Período em terra (1820 a 1825)

### Afresco retratando o "Triunfo de Baco"
Retornando ao Rio de Janeiro, após o episódio do naufrágio junto ao Uranie, Aimé-Adrien seguiu por um período de estudo, durante o qual podem ser destacadas algumas produções artísticas. Especialmente, o artista se propôs a pintar, diretamente em paredes, uma cena mitológica - o "triunfo de Baco". Tal façanha, que se dá entre os anos de 1820 e 1824, toma lugar na casa de seu pai, localizada nas proximidades da "Cascatinha da Tijuca", também conhecida como "Cascatinha Taunay". Essa casa foi demolida, portanto o afresco não pode mais ser contemplado. Uma vez que já não é possível visualizar a imagem produzida, pode-se compreender o tema, já antes imortalizado por Diego Velázquez, a partir do original produzido por este pintor espanhol, entre 1628 e 1629. Esta obra encontra-se hoje exposta no Museu do Prado.

### Produção do caderno de viagem

#### Viagem

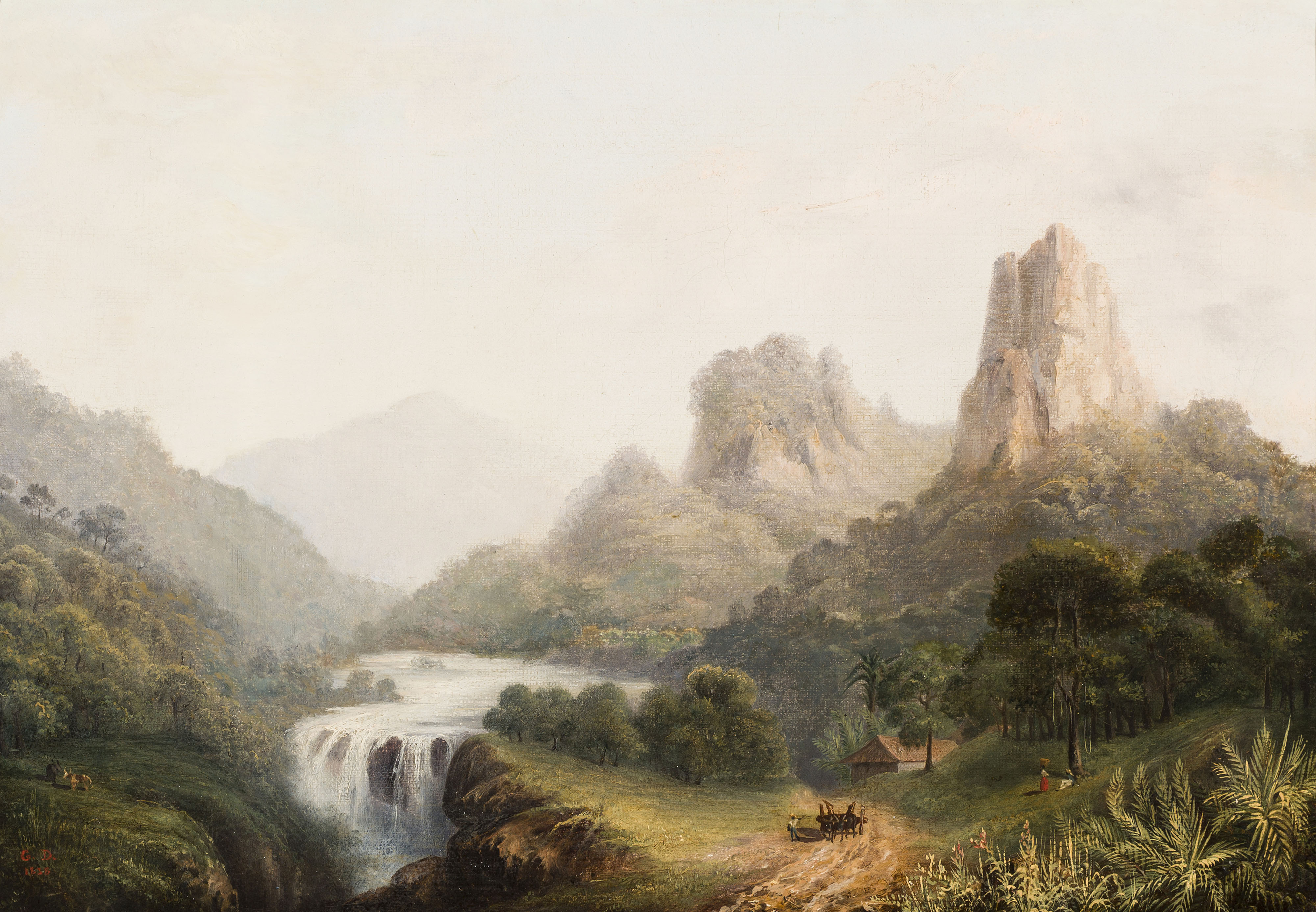
Ilustração produzida por Gabriel Duperré no século XIX, mostrando os arredores da Fazenda Mandioca

Ao final do período da pintura deste afresco, Aimé-Adrien realizou uma viagem que lhe rendeu desenhos e um diário. Entre os dias 18 de junho e 03 de julho de 1824 esteve em uma jornada rumo à região do Morro Queimado, onde foi instalada Nova Friburgo, cidade que representa uma das primeiras experiências de colonização estrangeira no centro-sul. É provável que essa "expedição" feita pelo jovem Taunay tenha sido financiada por franceses vinculados ao contexto do estabelecimento da corte portuguesa no Brasil - fato que ocorreu em 1808. Afinal, após tal episódio, foi incentivada a expansão agrícola do Rio de Janeiro capital rumo a esta região, de modo que negociantes e empreendedores franceses estariam buscando aprofundar os conhecimentos sobre as propriedades agrícolas e as produções passíveis de ser implementadas, e as descrições textuais e visuais providenciadas por Aimé-Adrien poderiam auxiliar neste tipo de pesquisa. Complementarmente, esse trabalho de reconhecimento seria útil aos interesses vigentes do ministro dos negócios estrangeiros da França, Chateaubriand. As instruções passadas por este ao Conde de Gestas, representante diplomático francês estabelecido no Rio de Janeiro, referiam-se a uma ampliação da influência francesa, contra as pressões da Grã-Bretanha, buscando também vantagens comerciais nas importações, especialmente de açúcar e café, já que o Brasil competia no mercado internacional com a produção francesa do Caribe. É possível estabelecer esta relação também devido à proximidade entre a "Fazenda Mandioca", pertencente ao Conde de Gestas, a qual funcionava como um centro de reuniões de negociantes e artistas franceses radicados no Rio de Janeiro, e a propriedade da família Taunay, ambas, portanto, instaladas na Tijuca. De modo conectado, o diário de Taunay relata a partida rumo à região serrana logo após um jantar na casa do Conde de Gestas.
Nessa empreitada, o jovem francês interessou-se não só pelo destino final, mas também pelos detalhes do trajeto. Seu caminho passou por povoações e vilas costeiras ao redor da Baía da Guanabara (Praia Grande - atual Niterói, São Gonçalo, Itaboraí), seguiu com destino à região de Cantagalo, passando pelos vales dos rios Macacu e Caceribu, e adentrou parte da Serra dos Órgãos (localizada na Serra do Mar) em Cachoeiras de Macacu, antes de chegar a Nova Friburgo. Além disso, visitou também a Aldeia da Pedra (atual Itaocara) e o Baixo Macaé (atual Casimiro de Abreu). Toda essa região era povoada, e fora explorada desde o século XVII. Havia ali pequenas e médias propriedades, dedicadas à produção de açúcar, cachaça e gêneros de abastecimento. Outras atividades comuns eram a exploração de madeiras (para embarcações de pequeno porte que seriam usadas em rios ou na Baía de Guanabara), pesca e criação de animais. Inicialmente o território era habitado pelos grupos indígenas "Puris" e "Coroados", dois grupos que possuem sua história correlacionada, inclusive sob relatos de anciãos afirmando se tratar inicialmente de um único povo, o qual posteriormente haveria dividido-se. No geral, estes foram catequizados por ordens religiosas católicas, como carmelitas e jesuítas.

#### Caderno
O caderno de Aimé-Adrien Taunay, cuja riqueza se revelou após um trabalho de restauração e conservação realizado, encontra-se, desde 2004, em posse do Museu Paulista. O documento, reconhecido pelos pesquisadores internos e externos ao museu como raro, foi entregue ao Serviço de Documentação Textual e Iconografia do museu por descendentes de Afonso d’Escragnolle Taunay, que foi diretor da instituição entre 1917 e 1945.

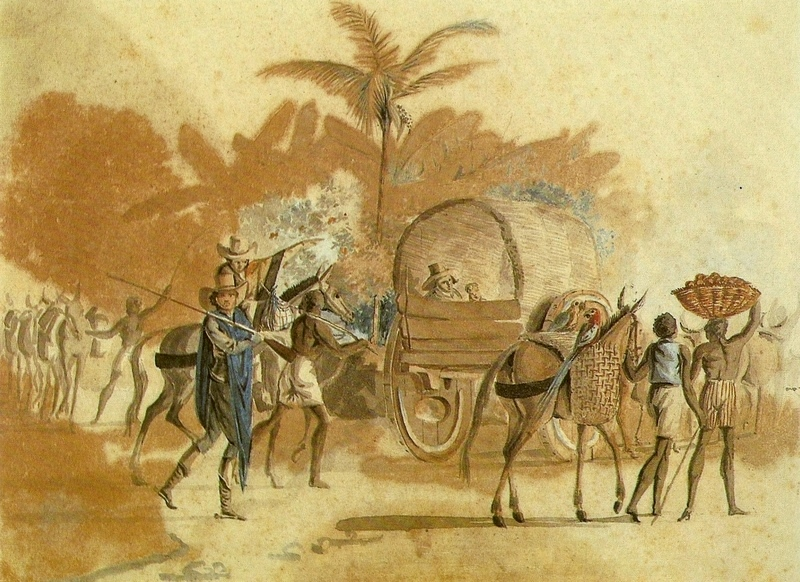
Adrien Taunay - Família do interior do Brasil em viagem

O caderno incluía tanto conteúdo vinculado à expedição, quanto apontamentos sobre outros temas, incluindo textos filosóficos, ocultistas e poéticos, assim como pensamentos próprios do autor. As parcelas explicitamente relacionadas à viagem revelavam tanto questões humanas quanto naturais das regiões visitadas. Em termos naturais, havia desenhos de paisagens (os registros se encontram invisíveis a olho nu) e observações sobre a topografia e a vida selvagem. Nestas imagens pode-se observar o contexto da Mata Atlântica, abordando particularidades de suas variantes "Ombrófila Densa", "Ombrófila Mista" e "Estacional Semidecidual". Em termos sociológicos, a obra mostrava a vida cotidiana dos habitantes, e ressalta-se a cultura trazida pelos recém-chegados colonos suíços na região. Esse tema foi abordado inclusive a partir da experiência pessoal, ou seja, por meio do relato de casos vivenciados ou conversas travadas ou ouvidas. Pelo caderno fica evidente que Aimé-Adrien realizou contato com personalidades muito diferentes, incluindo de católicos a protestantes, de diplomatas e fazendeiros a escravos, tropeiros, caixeiros, estrangeiros, indígenas, ciganos e negros.
Revelou-se, também, o modo com que se poderia viajar, nesse período. Aimé-Adrien evidenciou o uso de mulas para trajetos em terra mais longos, como uma alternativa ao caminhar a pé, e de embarcações para a realização da travessia da baía de Guanabara, na direção centro - Praia Grande (atual Niterói). Houve também atenção especial para o tema da alimentação. O autor anotou em seu caderno tanto o que se plantava (café, cana-de-açúcar, alfafa, arroz, banana e laranja) quanto o que se caçava (pica-paus, jacutingas, perdizes, papagaios, cervos, saruês e tatus). Em relação ao que se comia à mesa, havia notas para o que ocorria nas casas dos colonos suíços. Ali havia a adaptação de iguarias helvéticas, que então eram realizadas com a utilização das matérias-primas locais. Foram citados, nesse sentido, queijo fresco com farinha de milho, bolo de banana, manteiga fresca passada no pão de milho e panquecas.

### Outros ocorridos durante o período em terra
No período em que residiu no Rio de Janeiro, entre 1820 e 1825, Aimé-Adrien também viu seu pai, Nicolas-Antoine Taunay, organizar a fundação da Academia Real de Belas Artes, e posteriormente retornar à França junto com alguns membros da família. Adrien e dois de seus irmãos, contudo, permaneceram na capital brasileira. Um deles, Félix Émile, inclusive iria se destacar, na função de pintor e professor, nesta instituição recém-inaugurada, a qual, em 1826, se torna a Academia Imperial de Belas Artes.

## Ilustrador na Expedição Langsdorff

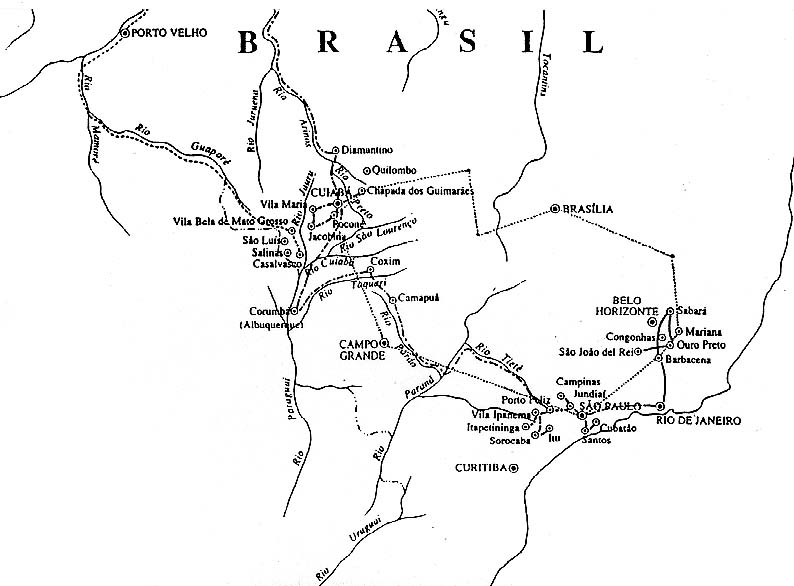
Mapa demonstrando o percurso realizado pela Expedição Langsdorff.

Após ficar cerca de cinco anos em terra, Aimé-Adrien partiu para a segunda jornada em que trabalharia como ilustrador. Agora se tratava de um percurso fluvial, a Expedição Langsdorff, na qual o jovem Taunay adentrou, contando com um pouco mais de idade, mas ainda jovem, em 1825. Semelhantemente aos objetivos da jornada realizada no Uranie, esta missão tinha como proposta o estudo e documentação de paisagens e espécimes naturais, questões geográficas e etnológicas. Segundo a explicação concedida por Langsdorff, os objetivos eram "descobertas científicas, pesquisas geográficas, estatísticas e outras, estudo dos produtos ainda pouco conhecidos no comércio, coleções de todos os reinos da natureza que eu possa coletar e que possam concorrer para o enriquecimento das atuais coleções do Império". A região a ser explorada era o interior do Brasil, incluindo as regiões de Minas Gerais, Mato Grosso e Amazonas. A missão foi chamada também de "viagem fluvial do Tietê ao Amazonas", pois se propôs a realizar este distinto trajeto, o qual tinha no rio Guaporé seu ponto crucial. A região da "fronteira do Guaporé" foi demarcada em meio às negociações do Tratado de Madri, de 1750, dividindo os territórios pertencentes à Espanha daqueles de Portugal. No rio Guaporé as bacias Platina e Amazônica quase se tocam, e foi inclusive neste marcante local que Aimé-Adrien veio a falecer.
A expedição, patrocinada pelo Tzar russo Alexander I, foi comandada pelo cônsul geral deste império no Brasil: o barão Georg Heinrich Freiherr von Langsdorff (cujo nome por vezes é citado como Grigory Ivanovitch Langsdorff). Este importante personagem, alemão naturalizado russo, que viveu entre 1774 e 1852, era médico, físico e naturalista. Antes de iniciar a viagem em que Aimé-Adrien participou, Langsdorff já havia se estabelecido no Rio de Janeiro, sendo nomeado cônsul em 1812 e adquirido a propriedade da "Fazenda Mandioca" em 1816. Desde então havia coletado espécimes vegetais, animais e minerais e criado, inclusive, em sua fazenda, um pequeno museu de história natural, assim como um Jardim Botânico. Langsdorff havia proposto a realização desta viagem exploratória ao Tzar Alexander I em 1821, e em 1822 retornava ao Brasil com a permissão e uma equipe científica. Para a expedição que levou seu nome, Langsdorff contratou, como primeiro e segundo ilustradores, respectivamente, Johann Moritz Rugendas e Hercule Florence. Rugendas era um jovem artista alemão, descendente de gerações de artistas e gravuristas, que havia frequentado a Academia de Belas Artes de Munique. Sua importância, não apenas nesta expedição, mas também em seus trabalhos posteriores, foi tamanha, que é difícil encontrar um livro sobre a história do Brasil que não tenha ilustrações feitas por este autor. Florence era um artista francês, com conhecimentos em cartografia, que ficou posteriormente conhecido pela invenção independente da fotografia, no Brasil. Langsdorff havia refletido sobre a importância de levar consigo ilustradores, após se encontrar com o naturalista Johann Baptist Ritter von Spix (1781-1826) e o médico e botânico Carl Friedrich Philipp von Martius (1794-1868), que haviam já anteriormente realizado uma expedição ao Brasil, sob o financiamento do príncipe austríaco. Eles comentaram sobre a falta de ilustrações sobre seus trabalhos, o que ocorreu devido ao adoecimento dos profissionais de pintura durante a sua missão.

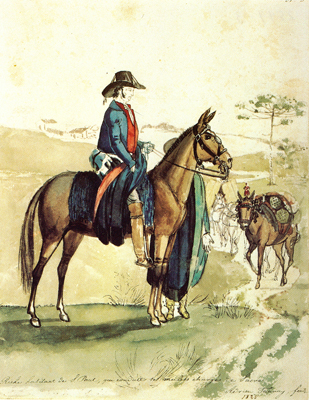
Ilustração de um rico habitante de São Paulo, realizada por Aimé-Adrien em 1825

Esta dupla de ilustradores trabalhou unida apenas nas primeiras tarefas da expedição. A primeira viagem, iniciada em maio de 1824, dirigiu-se a Minas Gerais, visitando Barbacena, São João del Rei, Ouro Preto, Sabará e Diamantina. Em meio a tal itinerário, no mês de novembro, mais exatamente em Barra de Jequitibá, Rugendas desentendeu-se com o barão Langsdorff e renunciou ao cargo que lhe fora atribuído, abandonando a missão. Sabe-se que esta querela teve origens, entre outros fatores, na discordância em relação ao caráter dos registros elaborados pelo ilustrador. Afinal, enquanto Langsdorff exigia representações fieis e científicas, Rugendas insistia na produção de imagens com alto cunho artístico, ultrapassando a ideia de uma simples cópia da realidade. Após este desvínculo, foi realizada ainda uma viagem, por terra, à São Paulo, em setembro de 1825.
Vale notar que a lacuna entre o ano de 1822, no qual houve o desembarque da equipe de especialistas alemães, russos e franceses, até o início efetivo dos trabalhos, em 1824, se deu devido à instabilidade política gerada pelo movimento de independência do Brasil. Finalizada esta primeira etapa de viagens curtas, Langsdorff se preparou para a segunda parte da sua missão, a qual seria realizada por via fluvial. Para esta, o barão contratou, em 1825, Aimé-Adrien para substituir Rugendas, e ocupar, logo, o cargo de primeiro desenhista. Vale ressaltar que o relacionamento entre o jovem Taunay e Langsdorff, à semelhança daquele entre este e Rugendas, também não fora sem problemas. Essas condições adversas, junto àquelas próprias da vida imersa em florestas tropicais, ficaram registradas nas cartas que Aimé-Adrien enviava à família.
A expedição iniciou sua fase mais desafiadora, então contando com a presença de Aimé-Adrien, em 22 de junho de 1826. As embarcações partiram da cidade de Porto Feliz, no Estado de São Paulo, seguindo seu rumo pelo Rio Tietê. Foram percorridos longos caminhos, ao longo dos rios, observadas muitas particularidades e realizados vários registros escritos e imagéticos. Em 1827, estando a expedição em Cuiabá, a tripulação foi dividida, seguindo por dois rumos diferentes. O grupo em que se encontrava o jovem Taunay, e seu colega botânico Ludwig Riedel, seguiu pelos rios Madeira, Mamoré e Guaporé, explorando, logo, parte da região Centro-Oeste e Norte, e também a fronteira com a Bolívia. O outro grupo, no qual se encontrava o comandante, seguiu pelos rios Preto, Arinos, Juruena e Tapajós. Apesar de não ter ficado registrado explicitamente a razão para tal subdivisão, compreende-se por conteúdos contidos em cartas, que ela se relacionava com o comportamento do jovem Taunay, que desagradava a Langsdorff. Em carta, o cônsul passou a seguinte orientação a Riedel, referindo-se a Aimé-Adrien: "Tente conseguir que ele seja de boa vontade e aplicado, e desse modo possa organizar a vida dele. Talvez consiga isso melhor do que eu, porquanto mais adiante ele terá menos distração do que aqui. Se ele não o ajudar em nada, eu o autorizo a despedi-lo".

### Morte de Aimé-Adrien durante a expedição

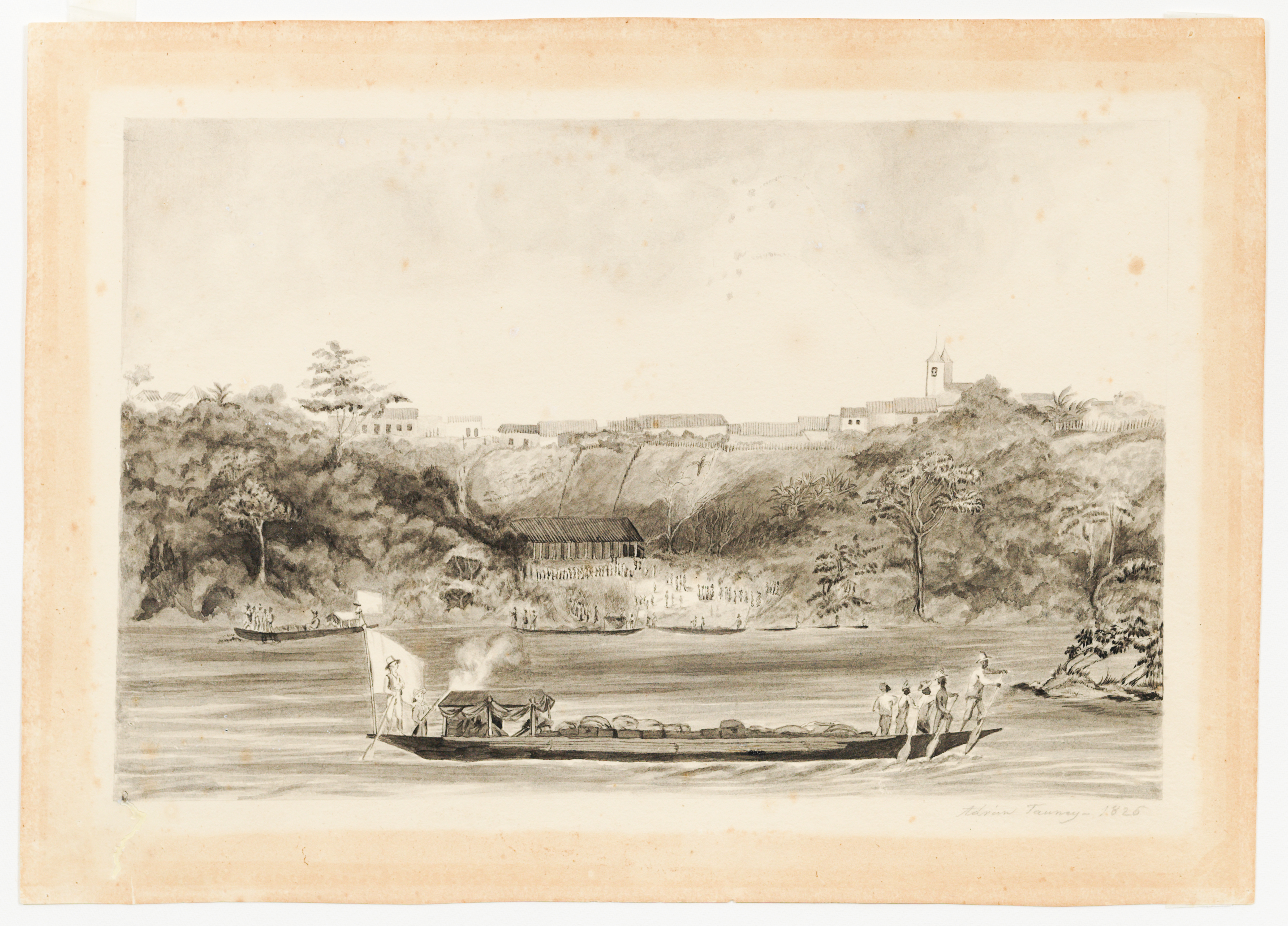
Ilustração de Aimé-Adrien, retratando a partida da Expedição Langsdorff, no Rio Tietê

Aimé-Adrien comunicava-se com seus irmãos via correspondências, e por meio delas pode-se verificar aspectos da viagem, por exemplo a sua falta de organização, o que atribulava o artista. Em carta escrita em 18 de dezembro de 1827, a última que enviou, atestou que "a expedição está tão confusa que impossível é fazer conjecturas sobre seu futuro...". Neste documento demonstrou também a pouca felicidade que sentia e revelou sua personalidade, parecendo até de certo modo prever a fatalidade que viria a ocorrer. Ele finalizou esta derradeira carta escrevendo: "sejam felizes, é o que meu coração vos deseja e não se esqueçam que eu sou infeliz. Meu caráter é melancólico, embora eu mostre exteriormente, uma aparência de alegria". A morte de Aimé-Adrien, em janeiro de 1828, ocorreu em Vila Bela da Santíssima Trindade, em Mato Grosso. Essa cidade, que fora a primeira capital deste Estado, carregara anteriormente o nome de Vila Bela, apenas, e era referenciada como "Vila Bela de Mato Grosso". O motivo do falecimento foi um afogamento no Rio Guaporé, enquanto o artista buscava atravessá-lo a nado. Algumas fontes dizem a travessia ter sido encarada a cavalo. A adversidade foi comunicada à família por meio de uma carta, escrita por Louis Riedel - o mesmo botânico que havia acompanhado Taunay na divisão da expedição em dois grupos. Esta se encontra conservada, e atualmente está em posse do Museu Paulista. Segue um trecho da mesma, a qual atesta o comportamento impetuoso do jovem artista. Riedel relatou detalhadamente o contexto em que está contida a atitude de Aimé-Adrien que levaria a seu falecimento - o retorno do presídio Casalvasco, nas proximidades com a fronteira da Bolívia, que haviam ido visitar - e os procedimentos relativos a seu funeral:
“(...) Deixamos Casalvasco na manhã de cinco de janeiro para voltarmos à cidade. Vosso irmão, meu infortunado amigo, que não podia se afazer em acompanhar nossa resumida e lenta caravana, tomou a dianteira e daí a pouco o perdi de vista. (...) Alcanço o porto de Guaporé, sem encontrar meu amigo, supondo, porém, abrigado em algum rancho arredado da estrada. Numa canoinha, passo o rio, não sem perigo, porque as águas iam se avolumando e chego, às 4 horas da tarde, a Mato Grosso, onde me comunicaram a fatal notícia. Duvidei dar-lhe crédito, mas daí a pouco trouxeram-me o cavalo que ele montava – triste prova da verdade! Corro ao porto; acho várias pessoas empenhadas em procurar o corpo ... debalde! Pois as águas turvas e carregadas de lodo tornavam a pesquisa inútil.  A uma légua da cidade perdeu-se Adrien; atravessou duas vezes o rio Alegre e entrou num canavial, onde uma negra lhe ensinou uma vereda que, por matos e pântanos, levava às margens do Guaporé, defronte da cidade, uns 300 passos acima da porto. Chegando ali, viu uma lavadeira e pediu que fosse avisar o ‘passador’. A trovoada roncava com força e caía chuva a cântaros. Adrien impacienta-se, prende a rédea ao animal recomendando-o à lavadeira, toca-o para a água. A mulher avisa-o do perigo, mostra o barqueiro que vem chegando. Nada, porém, o desvia da funesta intenção; atira-se a nado; chega ao meio do rio; perde as forças; luta; dá um grito; levanta um braço e, vítima da excessiva temeridade, desaparece no momento em que chegava a canoa. Infelizmente o ‘passador’ não sabia mergulhar. As autoridades fizeram todas as diligências para achar o corpo. No dia seis de janeiro, mais de 15 pessoas se ocuparam nesse triste mister. Entretanto, na madrugada de oito, vieram-me avisar que tinha sido descoberto. Corro. Chego... Vejo-o estendido na margem mutilado pelos peixes... Lanço-me sobre ele... Poupai-me esses pormenores! Nesse mesmo dia foi sepultado com a pompa devida à sua pessoa e família na igreja de Santo Antônio, que se ergue junto ao porto, encravada num frondoso e extenso laranjal. No mesmo dia nove celebraram-se cerimônias religiosas, conforme o costume do país (...)”.
Relatou-se que não apenas os familiares e companheiros de expedição se perturbaram com a trágica morte, mas também seus anteriores conhecidos da viagem de circunavegação comandada por Freycinett, a bordo da Uranie, e a população do local em que se encontrava antes de falecer. Florence escreveu que "diversos habitantes da vila vieram dar-nos os pêsames". É interessante notar que, assim como o próprio Adrien relatou, paradoxalmente, na carta, ele era visto como carismático e tido como um companheiro querido. Seu pai, possivelmente sob a influência do impacto desta notícia, veio a falecer pouco tempo depois. Alfredo d’Escragnolle Taunay, filho de Félix Émile, este irmão de Aimé-Adrien, relatou que seu pai contava sobre o desastre cinquenta anos depois, ainda com lágrimas nos olhos.
Langsdorff também demonstrou tristeza ao receber a notícia, o que ficou anotado em seu diário, juntamente com algumas críticas e muitos elogios ao artista. O cônsul escreveu: “Uma notícia muito dolorosa para mim, embora eu tivesse muitos e muitos motivos justos para estar descontente com o comportamento do falecido."

### Produção artística de Aimé-Adrien

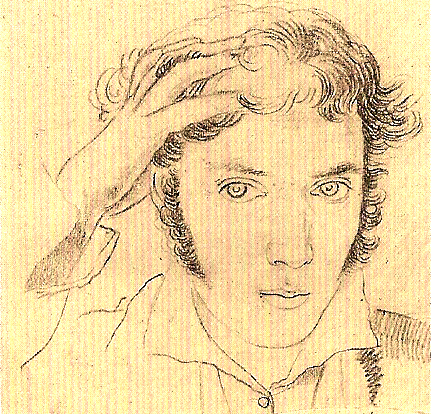
Autorretrato.

Langsdorff deixou um testemunho sobre o artista:
"Taunay tinha muitos talentos natos: era um verdadeiro artista, um gênio em todos os sentidos; tinha a imaginação aguçada, talento para música, mecânica, mas ao mesmo tempo era de uma imprudência e audácia sem limites. Graças à sua grande facilidade para desenhar, à sua imaginação fértil e à sua displicência, ele esboçava croquis que só ele e ninguém mais era capaz de finalizar. Por isso, eu, às vezes, o advertia amistosamente. Quando ele realmente queria trabalhar, o que era raro, ele conseguia produzir mais em uma hora que qualquer outro artista em meio dia. A genialidade de seu talento se revelava na sua capacidade de representar graficamente o que via sem precisar fazer correções no desenho, nem limpar o pincel. Ele se tornou pintor praticamente sozinho, sem ter estudado para isso, mas gostava muito de ler e tinha uma memória muito aguçada, o que estava diretamente relacionado com o seu grande potencial imaginativo. Ele conseguiu retratar de memória, e com muita fidelidade, seu pai e seu irmão. Pintou também o imperador D. Pedro I e fez caricaturas fidelíssimas de pessoas com traços marcantes de fisionomia, que ele só vira uma ou duas vezes na rua, de passagem”.
Durante o período de um pouco mais de um ano em que Aimé-Adrien participou da jornada, ele criou cerca de 230 registros, demonstrando aspectos das populações e da natureza. O ilustrador foi elogiado não só por Langsdorff, sendo caracterizado como um artista extremamente talentoso, capaz de observações rápidas e precisas, especialmente se estava impressionado pelo que via, mas também por seu colega Hercule Florence. Este escreveu que Aimé-Adrien possuía "brilhantes disposições para a pintura", e que "tinha por certo diante de si auspiciosa carreira". Ele relatou seu prematuro falecimento ser uma perda não só à família, mas às belas-artes.

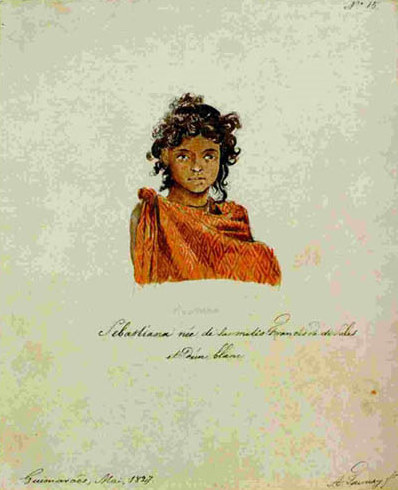
Ilustração da Aimé-Adrien Taunay, representando uma "menina mestiça"

Suas aquarelas representando paisagens românticas revelavam, com rara perfeição, as sutis alterações de atmosfera. Percebe-se também grande detalhamento na caracterização dos grupos étnicos. O artista revelou diferenças - tanto as encontradas nas diferentes classes sociais, mostrando, por exemplo, as ornamentações dos vice-reis; quanto as existentes ao longo das gerações e dos processos de miscigenação. Ademais, há uma profusão de cenas cotidianas das tribos, de modo a ser possível analisar o modus vivendi da época nestas regiões.
De modo especial, ressalta-se a produção de Aimé-Adrien acerca dos índios Bororo. Afinal, provavelmente esta foi a única tribo com a qual o jovem francês teve relação direta. Seu curto contato com esse povo ocorreu em Mato Grosso, especificamente na aldeia de Pau Seco, em dezembro de 1827. Nessa oportunidade, Taunay empenhou-se na atividade de observação e conseguiu apreender seus traços identitários e seus emblemas figurativos. Em quinze folhas aquareladas, o artista trouxe informações sobre a disposição material e o funcionamento da aldeia, sobre os objetos e sobre as pessoas. Algumas destas podem ser observadas online, participando de publicações. Por meio delas pode-se verificar, por exemplo, a importância da forma circular para esta sociedade, que inicia por guiar a organização física, mas também guia a organização mental e social. Outro aspecto interessante a se reparar são as pinturas corporais, neste caso realizadas predominantemente em tons avermelhados, e as peças de ornamentação pessoal - colares, brincos, cordões e toucados. A obra "Homem e Mulher Bororo" (Homme et Femme Bororós, em francês), por exemplo, mostra estes últimos aspectos. Esta aquarela foi comentada também por mostrar uma mulher, em pé, apoiando um de seus pés sobre sua coxa, na altura do joelho. Essa posição, comum entre os indígenas, foi considerada estranha por um etnólogo russo. Já a antropóloga Thekla Hartmann, comparando essa ilustração com informações obtidas na "Enciclopédia Bororo", revela que de fato Aimé-Adrien incluiu na imagem elementos fundamentais para estes indígenas, como os brincos em formato de lua crescente, os pendentes labiais, o estojo peniano e a cinta larga que circunda a anca da mulher. Como cada um destes itens guarda uma simbologia, é essencial que se conheça sua imagem, e isso é permitido por meio do trabalho de Aimé-Adrien. A cinta que a mulher carrega, por exemplo, informa que ela perdeu recentemente algum ente querido, e participou do ritual de seu funeral. Vale notar como esse sinal de luto está de acordo tanto com a ausência de adornos e com a expressão facial séria da figura feminina adulta.

### Catalogação das obras e exposições

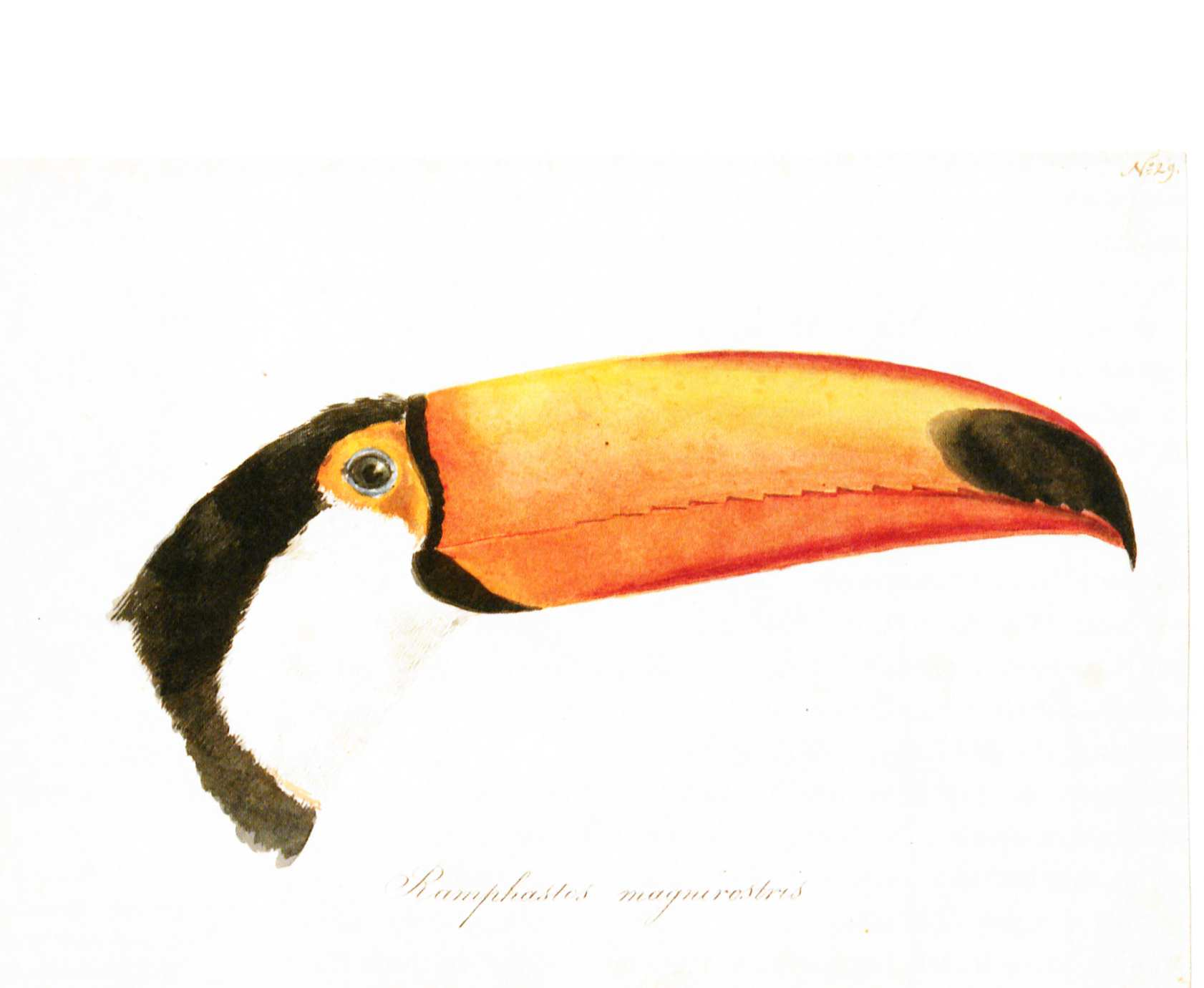
Ilustração de animal realizada ao longo da Expedição Langsdorff

A catalogação das obras que haviam sido produzidas por Taunay, assim como daquelas deixadas por Rugendas, foi realizada pelo segundo ilustrador da expedição, Hercule Florence. O conjunto das ilustrações, e do restante de material produzido na viagem, são uma contribuição para uma noção mais apurada de toda a diversidade que compõe o vasto território brasileiro. A diretora da filial de São Petersburgo do Arquivo da Academia de Ciências da Rússia, I. V. Túnkina, afirma que: "Segundo Langsdorff, a própria noção de 'Brasil' tem um sentido tão amplo quanto de 'Europa', mas a ciência mundial tinha de percorrer um longo caminho histórico até tomar plena consciência dessa ideia".
Os trabalhos produzidos por Aimé-Adrien neste período retrataram o interior do Brasil, mas não se limitaram a ser expostos apenas no país. Pelo contrário, devido à origem russa da Expedição Langsdorff, uma grande parte dos trabalhos se encontram hoje expostos na Academia de Ciências de São Petersburgo. No verbete desta Academia na Enciclopédia Itaú Cultural pode-se visualizar, virtualmente, diversas destas obras. Estes retratos em aquarela de animais e vegetais contribuem para a compreensão, para além de aspectos naturais, de questões culturais no país. Por exemplo, mostram espécies que compunham a alimentação no Brasil, na época.
Vale notar, contudo, que esse conjunto de obras demorou a ser divulgado e valorizado. Isso porque ficou por muito tempo "esquecido" nos porões do Museu do Jardim Botânico de São Petersburgo. Apenas em 1930, ou seja, cerca de 100 anos após a produção, foi reencontrado, e a partir daí o entusiasmo em relação ao material foi crescente. O interesse do Brasil nesta produção, nos anos após o fim da Segunda Guerra Mundial, teve início através das figuras de Jorge Amado, Rodrigo Melo Franco de Andrade - então diretor do Departamento do Patrimônio Histórico e Artístico Nacional, e Dom Clemente Maria da Silva Nigra - então diretor do Museu de Arte Sacra de Salvador. Este último personagem chegou a visitar pessoalmente a coleção, na Rússia, e ressaltou que a importância do material estava acima do imaginado.
Após a data que marca a redescoberta do material, os trabalhos de Aimé-Adrien foram expostos em diversas mostras, no Brasil e na Europa. Entre as principais, vale ressaltar as seguintes:
- 1988 – "Expedição Langsdorff", Paço Imperial, Rio de Janeiro.[56]
- 1990 – Missão Artística Francesa e Pintores Viajantes: França - Brasil no século XIX, Casa França-Brasil, Rio de Janeiro.[57]
- 1992 – Brasilien: entdeckung und selbstentdeckung, Kunsthaus Zürich, Zurique, Suíça.[58]
- 1995, 96 – O Brasil de Hoje no Espelho do Século XIX: artistas alemães e brasileiros refazem a Expedição Langsdorff, Museu de Arte de São Paulo, São Paulo; Casa França-Brasil, Rio de Janeiro.[59]
- 2000 – Brasil + 500 Mostra do Redescobrimento. O Olhar Distante, Pavilhão Ciccilo Matarazzo, São Paulo.[60]
- 2010 – Expedição Langsdorff, Centro Cultural Banco do Brasil, São Paulo.[61]

Dentre estas, há duas que podem ser mais detalhadas. Primeiramente, aquela realizada em 1995, a qual se inclui em um projeto maior do que apenas uma exposição. Com o apoio do Instituto Goethe de São Paulo e da companhia alemã Siemens, um grupo de pesquisadores da Unicamp e de outras instituições iniciou o projeto O Brasil de Hoje no Espelho do Século XIX, o qual visava refazer, de fato, o trajeto percorrido pela Expedição Langsdorff. Evidentemente, depois se buscaria divulgar os resultados e descobertas desta viagem por meio de publicações e exposições de arte. A publicação principal foi um livro que já conta com quatro edições, e foram realizadas mostras no Museu de Arte de São Paulo (MASP), na Sala Athos Bulcão (Brasília), Casa França-Brasil (Rio de Janeiro) e no Museu Metropolitano de Curitiba. Nestas exibições foram reunidas, além de ilustrações e pinturas que se encontravam no acervo de São Petersburgo, 18 obras que se encontravam em coleções nacionais brasileiras e outras 51 que compunham coleções particulares. Também constaram manuscritos, sendo 10 pertencentes à Rússia, e um de coleção particular brasileira.
A exposição mais recente, realizada pelo CCBB em 2010, também merece uma descrição mais longa. Trazendo, de maneira inédita, obras diretamente do Acervo da Academia de Ciências de São Petersburgo e também do Arquivo Naval Russo de São Petersburgo, a exposição foi montada nas sedes dos CCBB de São Paulo, Rio de Janeiro e Brasília. Foi produzido um catálogo bastante rico em informações textuais e visuais, hoje disponível em formato "pdf" para download gratuito.
Apesar destas exposições citadas, neste mesmo catálogo produzido pelo CCBB, a então diretora da filial de São Petersburgo do Arquivo da Academia de Ciências da Rússia, I. V. Túnkina, relata até o momento (o ano de 2010) não terem sido publicados suficientes documentos sobre esta expedição que possui valor incalculável para diversas áreas do conhecimento.

## Importância da produção iconográfica para atividades de pesquisa
Acervos iconográficos são fontes de informações que fundamentam e complementam pesquisas realizadas em inúmeras áreas do conhecimento. A produção imagética de Aimé-Adrien, portanto, pode vir a servir para fundamentar diversos estudos, especialmente nas áreas da arte, da botânica, da geografia e da etnografia. Por se tratar de obras produzidas predominantemente nos contextos das expedições, vale, evidentemente, ter cautela ao se assumir que todos os detalhes retratados sejam verdadeiros, especialmente quando o conteúdo da ilustração for cenas históricas ou paisagens. De qualquer maneira, dentro da categoria de imagens produzidas por viajantes, Aimé-Adrien encontra-se em um grupo dos que persegue a verossimilhança, o que torna sua obra bastante profícua para ser utilizada em pesquisas científicas.

## Galeria

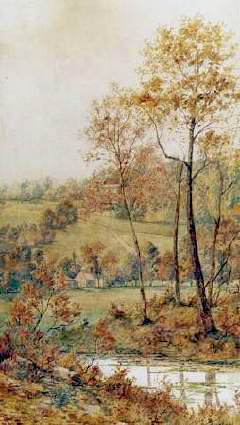
'Paisagem de outono' - pintura de Aimé Adrien Taunay.
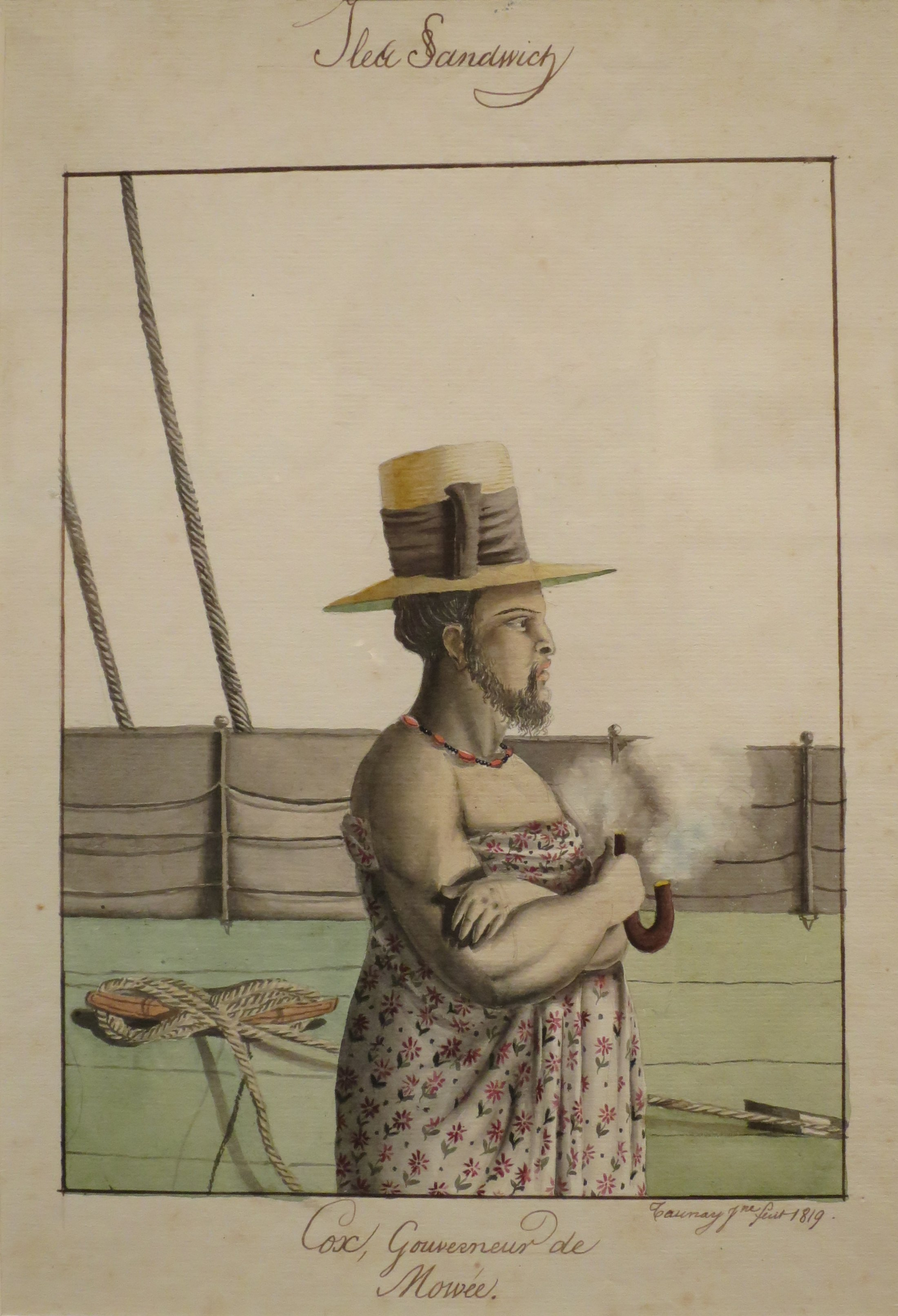
Aimé Adrien Taunay: 'O Governador Cox de Maui', 1819, tinta e aquarela sobre grafite.
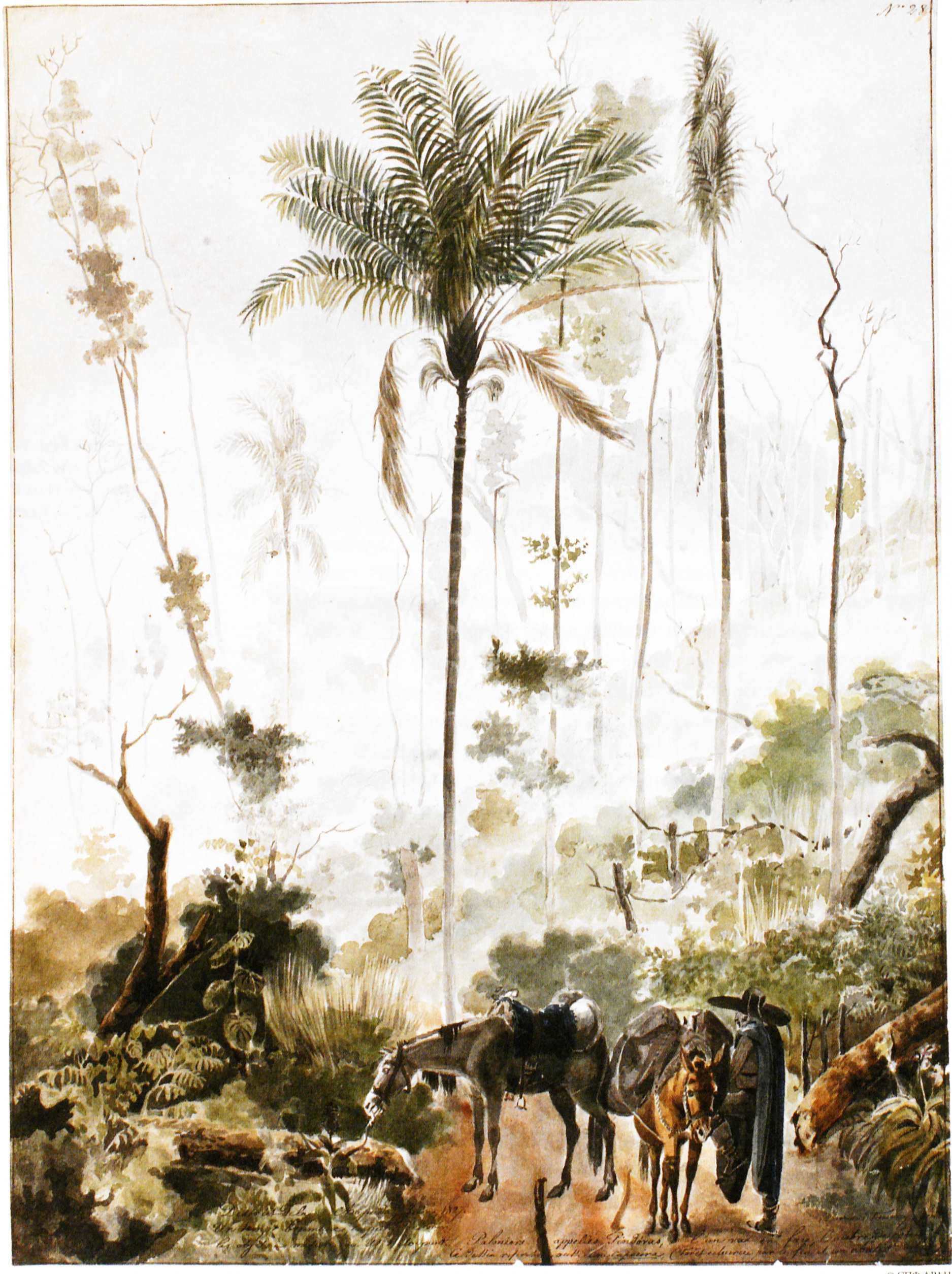
Aquarela retratando o Distrito da Chapada, 1827
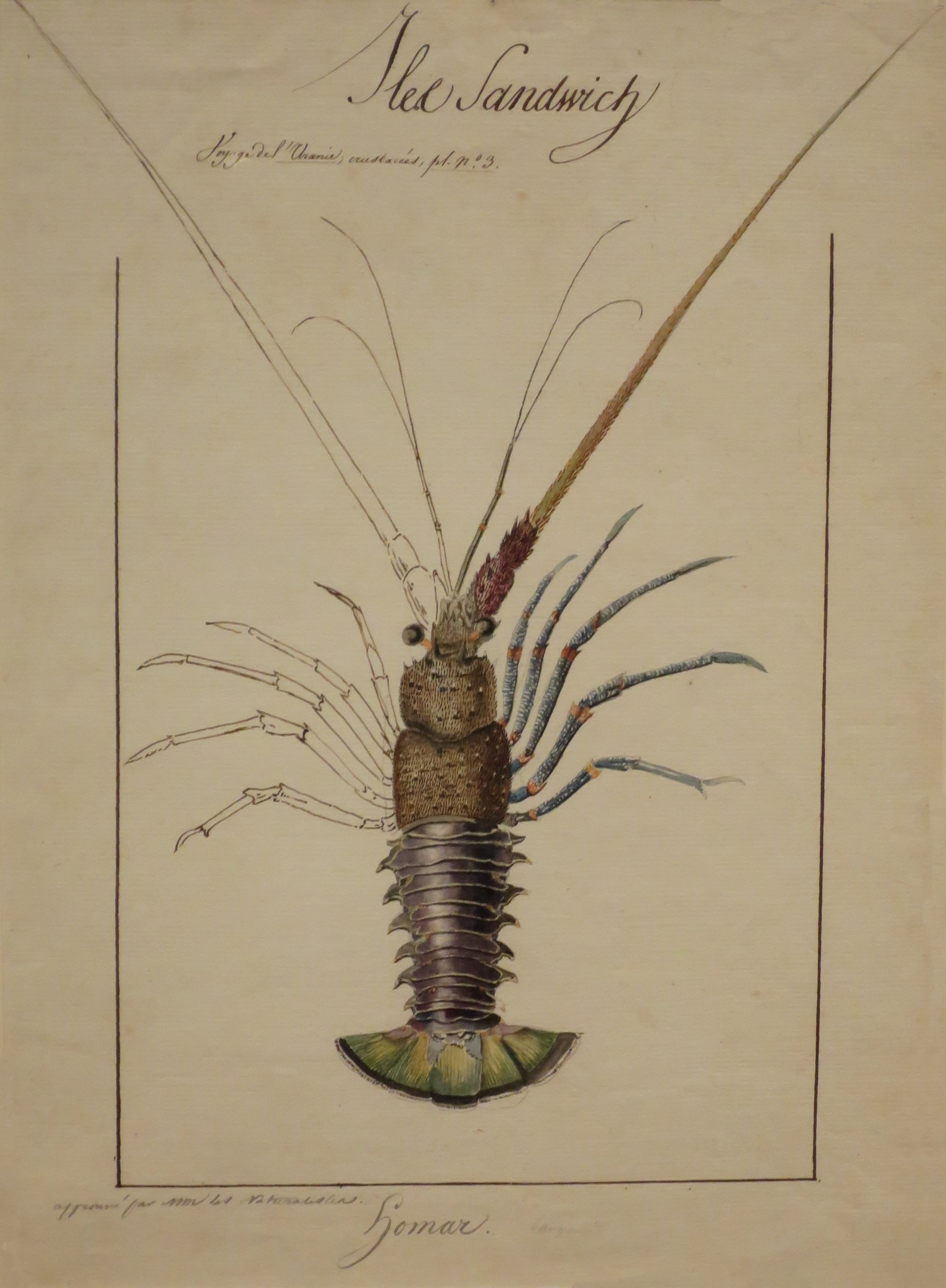
'Hawaiian Lobster' (Lagosta do Havaí), 1819, HAA

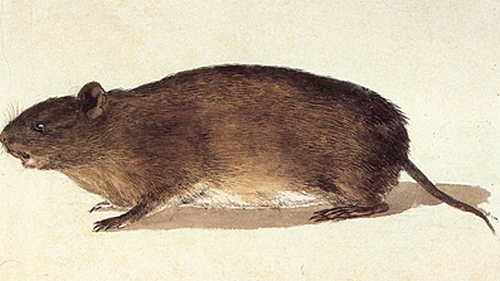
Euryzygomatomys Spinosus Guaira (Guaíra do rio) (1826), aquarela, 21.70 cm x 17.10 cm, Acervo da Academia de Ciências de São Petersburgo
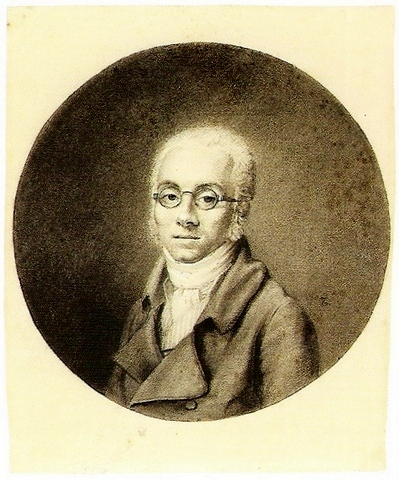
Autorretrato de Nicolas-Antoine Taunay (pai de Aimé-Adrien)
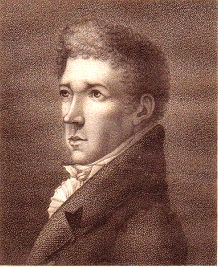
Georg Heinrich von Langsdorff, líder da Expedição Langsdorff
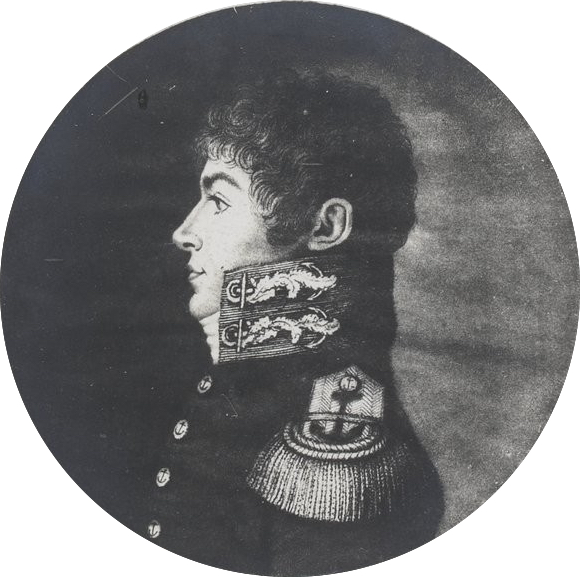
Louis Claude de Saulces de Freycinet, comandante da corveta Uranie na circum-navegação em que Aimé-Adrien participou